# Château de Gelting
Le château de Gelting est un château entouré de douves situé dans la péninsule d'Angeln (berceau des Angles) à Gelting, ville du Schleswig-Holstein (Allemagne) à 25 km à l'est de Flensbourg.

## Historique

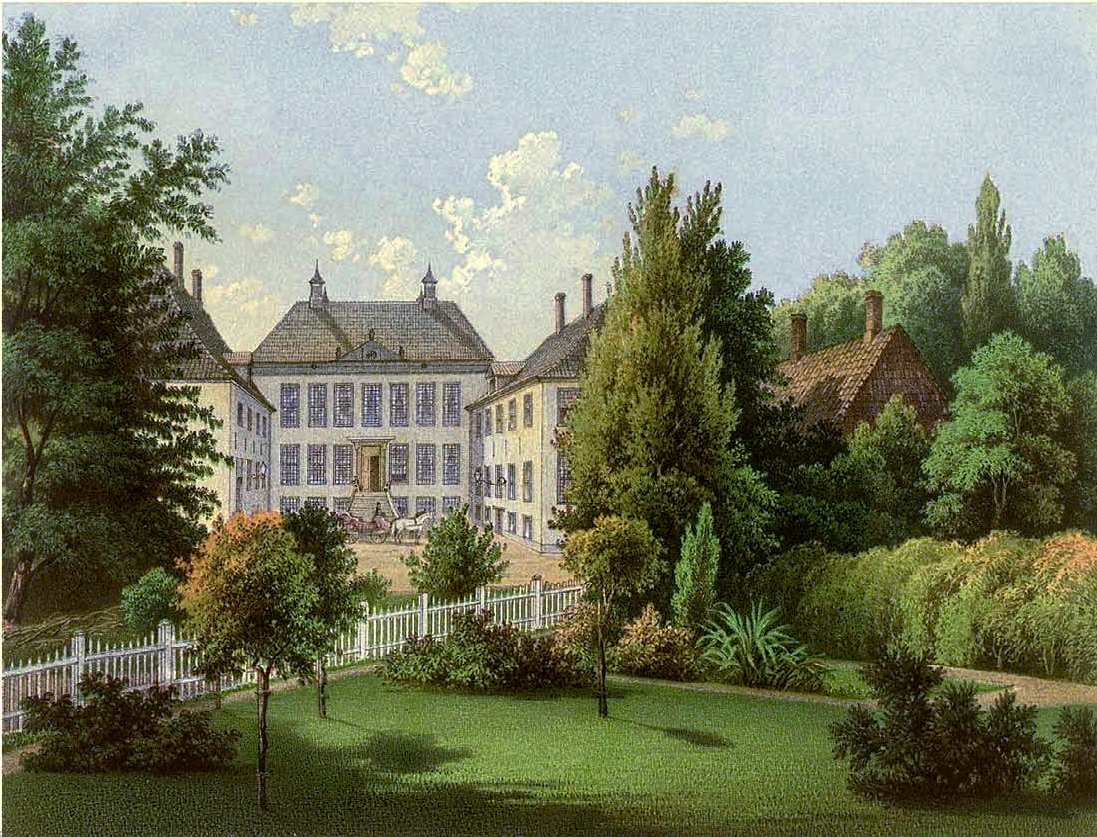
Le château de Gelting en 1869 (collection du recueil d'Alexander Duncker)

Un manoir typique de l'architecture du Schleswig avec double pignon se trouvait à cet emplacement dans ce qui était alors l'un des domaines les plus étendus de la péninsule. Le château actuel, représentatif du XVIIIe siècle hollandais, mais aussi au vocabulaire gustavien, est bâti par un homme d'affaires frison ayant fait fortune grâce à la compagnie des Indes orientales, Süncke Ingwersen (1715-1786), en 1760. Après être devenu en 1758 sujet du roi de Danemark, auquel appartient personnellement le Schleswig, il prend le prénom de Sénèque (Seneca, en danois) et le nom d'Inggersen. Le roi Frédéric V lui avait vendu auparavant à prix modique le domaine de Gelting afin de l'attirer et de le fixer au Danemark à son retour en Europe, dans l'espoir de profiter des conseils de ce marchand et financier avisé. Le roi toujours à court d'argent voulait faire venir des capitaux à Copenhague. Il lui confère le titre de baron de Geltingen. Le nouveau baron danois, fils de maquignon et petit-fils de pasteur, obtient aussi un titre de baron du Saint-Empire romain germanique en 1777, et devient ainsi baron de Gelting.
Toutefois au bout de peu de temps, l'éphémère baron danois se lasse du Danemark et part pour les Provinces-Unies à La Haye, où il se marie. Il donne le château en usufruit à son frère Paul Ingwersen (1717-1792), ancien capitaine de la compagnie des Indes orientales. Le capitaine fait venir des artisans locaux et de l'étranger pour terminer le château, ainsi les stucs rococo sont l'œuvre de Michelangelo Taddei, originaire de Lugano, qui décora l'imposant château d'Augustenborg. La cour d'honneur est agrandie et entourée de deux ailes en avancée reliées au corps de logis. Une petite chapelle est rajoutée en 1920.
Le parc du château est d'abord un petit jardin à la française derrière le château construit sur un petit bastion, puis  Johann Caspar Bechstedt (1735-1801) transforme le petit jardin baroque en véritable parc à la française avec de longues allées, des fontaines, des bosquets et des parterres entre 1775 et 1780. Un canal est dessiné dans l'axe est, et l'on construit un pavillon d'été et une cascade. Le baron Christian Friedrich Rudolf von Gelting poursuit son aménagement et agrandit encore le parc. Le baron Levin Ludwig Leopold von Hobe-Gelting (1783-1853) le détruit en 1820 pour aménager un parc paysager romantique, plus conforme aux goûts de l'époque.
La succession du château est organisée selon le statut du fideicommis. Christian Friedrich Rudolf von Gelting (fils de Seneca) en hérite, puis la lignée masculine s'étant éteinte, il passe par mariage aux Hobe-Gelting à partir de 1820. Le château est toujours resté dans cette famille. Il appartient aujourd'hui à la baronne von Hobe-Gelting, qui y demeure, et ne se visite donc pas. 